# My Sacrifice
«My Sacrifice» (en español: «Mi sacrificio») es una canción interpretada por la banda estadounidense de rock Creed. Fue lanzado por las compañías discográficas Epic Records y Wind-up Records el 16 de octubre de 2001 como el sencillo principal de su tercer álbum de estudio Weathered (2001). La canción logró alcanzar el puesto #4 en la lista Billboard Hot 100 el 9 de febrero de 2002, y el puesto #1 en la lista Mainstream Rock Tracks durante 9 semanas consecutivas a partir de diciembre de 2001.

## Video musical
El video es dirigido por Dave Meyers, muy conocido en el ámbito de la producción de videos musicales para grandes estrellas, quien había ya participado en la producción del video de With Arms Wide Open en el año 2000, y quien más tarde dirigiría también el video de One Last Breath en el año 2002.
La trama del video, según palabras del propio director, intenta mostrar el reencuentro con uno mismo, por lo cual al principio se ve a un anciano y ciego Scott Stapp que intenta recuperar su visión buscándola en su propia mente, un mundo inundado y lleno de seres extraños, una metáfora de una mente algo perturbada por cosas que no marchan del todo bien.
La mayor parte del video fue filmado en los Estudios Universal de Orlando, Florida, entre los días 23 y 25 de octubre de 2001, y formó parte de la conocida serie de videos lanzados y documentados por MTV: Making the Video.

## Lista de canciones
1. «My Sacrifice» [Radio Edit]
2. «My Sacrifice» [Álbum Versión]
3. «Riders on the Storm» [Álbum Versión]
4. «My Sacrifice» [Multimedia Track]